# مسجد أبو بكر الصديق (القدس)
مسجد أبو بكر الصديق مسجد يقع داخل أسوار البلدة القديمة لمدينة القدس، ويبعد عن المسجد الأقصى حوالي 800 متر، حيث يقع في آخر سوق خان الزيت وأول سوق العطارين. يقع المسجد على طابق ثان حيث تقع تحته محلات تجارية. يبلغ طول المسجد 14 متر وعرضه ستة أمتار، ويحوي ساحة متوسطة المساحة. وهو منسوب للخليفة أبو بكر الصديق.
يُعتقد أن هذا المسجد اُقيم فوق مسجد قديم حيث توجد آثار المسجد القديم تحت البناء الجديد والتي تُستعمل كمخزن حاليا. وقد كان لهذا المسجد مئذنة هُدمت عام 1967.